# Fromont jeune et Risler aîné (film, 1921)
Pour plus de détails, voir Fiche technique et Distribution.
Fromont jeune et Risler aîné est un film d’Henry Krauss (1866–1935) en deux époques, sorti en 1921, adapté du roman homonyme d’Alphonse Daudet (1840–1897), paru en 1874.
Henry Krauss est à la fois le réalisateur, le scénariste et un des interprètes.

## Fiche technique
- Titre : Fromont jeune et Risler aîné
- Réalisation : Henry Krauss
- Scénario : Henry Krauss, d’après le roman homonyme d’Alphonse Daudet
- Société de production : Pathé Frères
- Format : Noir et blanc - Muet - 1,33:1 - 35 mm
- Pays de production : France
- Dates de sortie :
  - 9 septembre 1921 (1re époque)
  - 16 septembre 1921 (2e époque)

## Distribution
- Henry Krauss : Guillaume Risler aîné, un homme d’affaires dans la cinquantaine qui, pour son malheur, épouse l’intrigante Sidonie
- Jean Angelo : Frantz Risler, son frère cadet, qui aime Sidonie, mais qu’elle rejette en faveur de son frère aîné
- Maurice Escande : Fromont jeune, l’associé de Risler aîné, qui devient l’amant de Sidonie et se ruine pour elle
- Marcelle Parisys : Sidonie Chèbe, la fille d’un modeste employé, jolie mais ambitieuse, qui épouse Risler aîné sans amour
- Philippe Garnier : Delobelle
- Jean Joffre : Sigismond Planus, le caissier de la Maison Risler
- Maurice Schutz : Le Gardinois
- M. César : Chèbe, un modeste employé, le père de Sidonie
- Henri Dauvillier : le père Fromont
- Henri-Amédée Charpentier
- Andrée Pascal : Claire Fromont
- Léa Piron : Mme Fromont
- Jeanne Bérangère : Mme Delobelle
- Catherine Fonteney : Miss Dobson
- Gabrielle Fleury : Désirée Delobelle dite Zizi, la fille de Desobelle qui aime Frantz